# Premier League (Singapore)
La Premier League singaporiana (in inglese Singapore Premier League, SPL), nota fino al 2018 come S.League, è la massima serie del campionato singaporiano di calcio. Creata nel 1996, si compone attualmente di 9 squadre e non prevede retrocessioni.

## Storia
Prima del 1996 i tornei calcistici locali non erano la principale attrazione per gli sportivi di Singapore. Dal 1921 al 1996 Singapore partecipò con una propria squadra rappresentativa (soprannominata "Singapore Lions") alla Coppa di Malesia e in seguito anche al campionato di calcio malese. Insieme al Selangor, Singapore fu una delle squadre più vincenti della Malesia per oltre 70 anni. Migliaia di tifosi riempivano gli stadi per vedere i Lions affrontare le migliori squadre malesi.
Nel 1994 Singapore vinse sia il campionato malese sia la Coppa di Malesia, ma fu l'ultimo anno di Singapore nei tornei malesi. Nel 1995, infatti, la Federazione calcistica di Singapore (FAS) decise di ritirarsi dalle competizioni malesi e di creare un proprio campionato.
Il primo campionato singaporiano si disputò nel 1996. Vi parteciparono otto squadre suddivise in due gironi, i cui vincitori si qualificavano alla finale scudetto. La prima finale vide di fronte Geylang United e Singapore Armed Forces Football Club (SAFFC) e vide la vittoria del Geylang per 2-1. Il Geylang era capitanato quell'anno da Fandi Ahmad (che era anche il capitano dei Singapore Lions vincitori della Coppa di Malesia nel 1994). L'anno successivo Fandi si trasferì al SAFFC, con il quale vinse il campionato (e in seguito ne divenne l'allenatore).
Dal 1997 il campionato si disputa con la forma del girone unico all'italiana con partite di andata e ritorno. Oggi vi partecipano 12 squadre. Non vi sono promozioni e retrocessioni. Nel 2003, per rendere il campionato più appassionante, furono introdotti i tiri di rigore in caso di parità, con la squadra vincente che guadagna 2 punti e la perdente 1 punto. Questa regola fu abolita nel 2004.
Per promuovere la crescita dei giovani talenti locali, nel 2003 fu fondata una squadra chiamata Young Lions, formata per lo più dai membri della nazionale Under-23 di Singapore. Gli Young Lions sono sotto diretto controllo della FAS e la loro squadra include solo i giocatori con meno di 23 anni.
Sei squadre non singaporiane militano o hanno militato in passato in S.League:
- Albirex Niigata Singapore (una squadra satellite dell'Albirex Niigata, militante nella J. League giapponese),
- Dalian Shide Siwu (squadra satellite del Dalian Shide, squadra militante nel campionato di calcio cinese),
- Sinchi (squadra formata da giocatori cinesi),
- Sporting Afrique (formata da giocatori africani),
- Liaon. Guangyuan (squadra satellite del Liaoning FC, militante nel campionato di calcio cinese), e
- Yishun Super Reds (formata da giocatori sud coreani).

## Squadre
Stagione 2023-2024.
| Squadra               | Stadio                            | Capienza |
| --------------------- | --------------------------------- | -------- |
| Albirex Niigata (S)   | Jurong East Stadium               | 2.700    |
| Balestier Khalsa      | Bishan Stadium                    | 3.500    |
| DPMM                  | Stadio nazionale Hassanal Bolkiah | 28.500   |
| Geylang International | Our Tampines Hub                  | 5.000    |
| Hougang United        | Jalan Besar Stadium               | 6.000    |
| Lion City Sailors     | Bishan Stadium                    | 3.500    |
| Tampines Rovers       | Our Tampines Hub                  | 5.000    |
| Tanjong Pagar United  | Jurong East Stadium               | 2.700    |
| Young Lions           | Jalan Besar Stadium               | 6.000    |

## Squadre militanti in passato in Singapore Premier League
- Balestier Central FC (fusa con il Clementi Khalsa FC per formare il Balestier Khalsa FC)
- Clementi Khalsa FC (fusa con il Balestier Central FC per formare il Balestier Khalsa FC)
- Jurong FC
- Liaoning Guangyuan FC
- Paya Lebar Punggol FC (fusa con il Sengkang Marine FC per formare il Sengkang Punggol FC)
- Sembawang Rangers FC
- Sengkang Marine FC (fusa con il Paya Lebar Punggol FC per formare il Sengkang Punggol FC)
- Sinchi FC
- Sporting Afrique FC
- Tanjong Pagar United FC

## Albo d'oro
- 1996:  Geylang United (1º)
- 1997:  Singapore A.F. (1º)
- 1998:  Singapore A.F. (2º)
- 1999:  Home Utd (1º)
- 2000:  Singapore A.F. (3º)
- 2001:  Geylang United (2º)
- 2002:  Singapore A.F. (4º)
- 2003:  Home Utd (2º)
- 2004:  Tampines Rovers (1º)
- 2005:  Tampines Rovers (2º)
- 2006:  Singapore A.F. (5º)
- 2007:  Singapore A.F. (6º)
- 2008:  Singapore A.F. (7º)
- 2009:  Singapore A.F. (8º)
- 2010:  Étoile (1º)
- 2011:  Tampines Rovers (3º)
- 2012:  Tampines Rovers (4º)
- 2013:  Tampines Rovers (5º)
- 2014:  Singapore A.F. (9º)
- 2015:  DPMM (1º)
- 2016:  Albirex Niigata Singapore (1º)
- 2017:  Albirex Niigata Singapore (2º)
- 2018:  Albirex Niigata Singapore (3º)
- 2019:  DPMM (2º)
- 2020:  Albirex Niigata Singapore (4º)
- 2021:  Lion City Sailors (3º)
- 2022:  Albirex Niigata Singapore (5º)
- 2023:  Albirex Niigata Singapore (6º)
- 2024-2025:  Lion City Sailors (4°)

## Capocannonieri
| Stagione  | Giocate | Capocannoniere         | Club                          | Reti |
| --------- | ------- | ---------------------- | ----------------------------- | ---- |
| 2024-2025 | 31      | Tomoyuki Doi           | Geylang International         | 44   |
| 2023      | 24      | Maxime Lestienne       | Lion City Sailors             | 25   |
| 2022      | 28      | Boris Kopitović        | Tampines Rovers               | 35   |
| 2021      | 20      | Tomoyuki Doi           | Hougang Utd                   | 19   |
| 2020      | 17      | Stipe Plazibat         | Hougang Utd Lion City Sailors | 14   |
| 2019      | 33      | Andrėj Varankoŭ        | DPMM                          | 21   |
| 2018      | 33      | Shuhei Hoshino         | Albirex Niigata Singapore     | 19   |
| 2017      | 33      | Tsubasa Sano           | Albirex Niigata Singapore     | 26   |
| 2016      | 33      | Rafael Ramazotti       | DPMM                          | 20   |
| 2015      | 33      | Rafael Ramazotti       | DPMM                          | 21   |
| 2014      | 33      | Rodrigo Tosi           | DPMM                          | 24   |
| 2013      | 33      | Moon Soon-Ho           | Woodlands Wellington          | 15   |
| 2012      | 33      | Tristan Alif Naufal    | Young Lions                   | 20   |
| 2011      | 33      | Dhia Azrai Naim Rosman | Young Lions                   | 33   |
| 2010      | 33      | Dhia Azrai Naim Rosman | Young Lions                   | 21   |
| 2009      | 33      | Aleksandar Đurić       | Singapore A.F.                | 28   |
| 2008      | 33      | Aleksandar Đurić       | Singapore A.F.                | 28   |
| 2007      | 33      | Aleksandar Đurić       | Singapore A.F.                | 37   |
| 2006      | 30      | Laakkad Abdelhadi      | Woodlands Wellington          | 23   |
| 2005      | 27      | Mirko Grabovac         | Tampines Rovers               | 26   |
| 2004      | 27      | Egmar Goncalves        | Home Utd                      | 30   |
| 2003      | 33      | Peres De Oliveira      | Home Utd                      | 37   |
| 2002      | 33      | Mirko Grabovac         | Singapore A.F.                | 36   |
| 2001      | 33      | Mirko Grabovac         | Singapore A.F.                | 42   |
| 2000      | 22      | Mirko Grabovac         | Singapore A.F.                | 19   |
| 1999      | 22      | Mirko Grabovac         | Singapore A.F.                | 24   |
| 1998      | 20      | Stuart Young           | Home Utd                      | 15   |
| 1997      | 16      | Goran Paulić           | Balestier Khalsa              | 24   |
| 1996      | 28      | Jure Eres              | Singapore A.F.                | 29   |

## Vittorie per squadra
| Squadra                   | Vittorie | Secondo | Stagioni vittorie                                    |
| ------------------------- | -------- | ------- | ---------------------------------------------------- |
| Warriors                  | 9        | 4       | 1997, 1998, 2000, 2002, 2006, 2007, 2008, 2009, 2014 |
| Albirex Niigata Singapore | 6        | 1       | 2016, 2017, 2018, 2020, 2022, 2023                   |
| Tampines Rovers           | 5        | 8       | 2004, 2005, 2011, 2012, 2013                         |
| Lion City Sailors         | 4        | 7       | 1999, 2003, 2021, 2024-2025                          |
| Geylang United            | 2        | 1       | 1996, 2001                                           |
| DPMM                      | 2        | 2       | 2015, 2019                                           |
| Étoile                    | 1        | -       | 2010                                                 |
| Tanjong Pagar Utd         | -        | 3       | ---                                                  |
| Yishun Super Reds         | -        | 1       | ---                                                  |

## Classifica di tutti i tempi
Dati aggiornati al termine del campionato di Singapore 2022. In grassetto le squadre partecipanti al campionato 2023.
| Pos. | Squadra                   | Part. | Punti | Pen. | G   | V   | N   | P   | GF   | GS   | DR   | MP   |
| ---- | ------------------------- | ----- | ----- | ---- | --- | --- | --- | --- | ---- | ---- | ---- | ---- |
| 1.   | Lion City Sailors         | 27    | 1330  |      | 717 | 466 | 163 | 217 | 1796 | 1120 | 676  | 1,85 |
| 2.   | Tampines Rovers           | 27    | 1297  |      | 717 | 382 | 145 | 187 | 1426 | 928  | 498  | 1,81 |
| 3.   | Warriors                  | 24    | 1238  |      | 654 | 371 | 121 | 160 | 1407 | 865  | 542  | 1,89 |
| 4.   | Geylang International     | 27    | 1010  |      | 717 | 284 | 152 | 278 | 1090 | 1075 | 15   | 1,41 |
| 5.   | Albirex Niigata Singapore | 19    | 923   |      | 510 | 255 | 118 | 137 | 936  | 615  | 321  | 1,81 |
| 6.   | Balestier Khalsa          | 27    | 720   |      | 717 | 199 | 159 | 357 | 934  | 1325 | -391 | 1,00 |
| 7.   | Woodlands Wellington      | 19    | 629   | -6   | 531 | 167 | 120 | 240 | 743  | 930  | -187 | 1,19 |
| 8.   | Hougang Utd               | 23    | 626   | -5   | 619 | 162 | 124 | 325 | 792  | 1181 | -389 | 1,01 |
| 9.   | Young Lions               | 20    | 529   | -5   | 543 | 140 | 107 | 295 | 660  | 1049 | -389 | 0,97 |
| 10.  | Tanjong Pagar Utd         | 16    | 513   |      | 408 | 140 | 91  | 177 | 617  | 732  | -115 | 1,26 |
| 11.  | Gombak Utd                | 12    | 432   |      | 346 | 114 | 88  | 144 | 462  | 528  | -66  | 1,25 |
| 12.  | DPMM                      | 8     | 334   |      | 201 | 97  | 43  | 61  | 375  | 290  | 85   | 1,66 |
| 13.  | Jurong FC                 | 7     | 253   |      | 179 | 70  | 29  | 73  | 261  | 274  | -13  | 1,41 |
| 14.  | Sembawang Rangers         | 8     | 216   |      | 207 | 53  | 47  | 102 | 256  | 409  | -149 | 1,04 |
| 15.  | Yishun Super Reds         | 3     | 143   |      | 96  | 41  | 20  | 35  | 144  | 146  | -2   | 1,49 |
| 16.  | Étoile                    | 2     | 137   | -5   | 66  | 42  | 11  | 13  | 119  | 59   | 60   | 2,00 |
| 17.  | Clementi Khalsa           | 4     | 95    |      | 110 | 22  | 29  | 59  | 150  | 261  | -111 | 0,86 |
| 18.  | Sinchi                    | 3     | 91    | -3   | 87  | 22  | 13  | 46  | 109  | 167  | -58  | 1,01 |
| 19.  | Harimau Muda B            | 3     | 83    |      | 81  | 23  | 14  | 44  | 90   | 150  | -60  | 1,11 |
| 20.  | Harimau Muda A            | 1     | 42    |      | 24  | 13  | 3   | 8   | 37   | 23   | 14   | 1,75 |
| 21.  | B.G.T. Singapore          | 1     | 36    | -5   | 33  | 10  | 6   | 17  | 30   | 49   | -19  | 0,94 |
| 22.  | Liaon. Guangyuan          | 1     | 29    |      | 33  | 8   | 3   | 20  | 33   | 63   | -30  | 0,88 |
| 23.  | Sporting Afrique          | 1     | 24    |      | 30  | 5   | 9   | 16  | 36   | 59   | -23  | 0,80 |
| 24.  | Dalian Shide Siwu         | 1     | 22    |      | 33  | 5   | 7   | 21  | 26   | 75   | -49  | 0,67 |
| 25.  | Paya Lebar Punggol        | 1     | 4     |      | 27  | 1   | 1   | 25  | 23   | 78   | -55  | 0,15 |

## Campionati di calcio di Singapore non ufficiali prima del 1996
Premier League (1988-1995):
| Anno | Campione                         |
| ---- | -------------------------------- |
| 1995 | Nazionale di calcio di Singapore |
| 1994 | Perth Kangaroos IFC              |
| 1993 | Geylang International            |
| 1992 | Geylang International            |
| 1991 | Geylang International            |
| 1990 | Geylang International            |
| 1989 | Geylang International            |
| 1988 | Geylang International            |

National Football League (1975-1987):
| Annor | Campione                                  |
| ----- | ----------------------------------------- |
| 1987  | Tiong Bahru CSC                           |
| 1986  | Singapore Armed Forces Sports Association |
| 1985  | Police Sports Association                 |
| 1984  | Tampines Rovers                           |
| 1983  | Tiong Bahru CSC                           |
| 1982  | Farrer Park United                        |
| 1981  | Singapore Armed Forces Sports Association |
| 1980  | Tampines Rovers                           |
| 1979  | Tampines Rovers                           |
| 1978  | Singapore Armed Forces Sports Association |
| 1977  | Geylang International                     |
| 1976  | Geylang International                     |
| 1975  | Geylang International                     |

Football Association of Singapore (1952-1962):
| Anno | Campione             |
| ---- | -------------------- |
| 1960 | IRC                  |
| 1959 | Darul Afiah FC       |
| 1958 | Darul Afiah FC       |
| 1957 | Marine Department SC |
| 1956 | Tiger Standard       |
| 1955 | Marine Department SC |
| 1954 | Star Soccerites SC   |
| 1953 | Tiger Standard       |
| 1952 | Rovers Sport Club    |

Singapore Amateur Football Association League (1904-1951):
| Anno    | Campione                                   |
| ------- | ------------------------------------------ |
| 1951    | Tiger Standard                             |
| 1950    | Kota Raja Club                             |
| 1942-49 | non disputato                              |
| 1941    | Royal Air Force                            |
| 1940    | Royal Air Force                            |
| 1939    | Singapore Malays Football Association      |
| 1938    | Singapore Chinese Football Association     |
| 1937    | Singapore Chinese Football Association     |
| 1936    | Royal Air Force                            |
| 1935    | Royal Engineers                            |
| 1934    | Singapore Chinese Football Association     |
| 1933    | Singapore Malays Football Association      |
| 1932    | Singapore Malays Football Association      |
| 1931    | Singapore Malays Football Association      |
| 1930    | Singapore Chinese Football Association     |
| 1929    | Singapore Cricket Club                     |
| 1928    | 2nd Duke of Wellington's Regiment          |
| 1927    | 2nd Duke of Wellington's Regiment          |
| 1926    | 2nd Duke of Wellington's Regiment          |
| 1925    | Singapore Chinese Football Association     |
| 1924    | Singapore Cricket Club                     |
| 1923    | 2nd Battalion Middlesex Regiment           |
| 1922    | 2nd Battalion Middlesex Regiment           |
| 1921    | 1st Battalion South Staffordshire Regiment |
| 1915-20 | non disputato                              |
| 1914    | Singapore Cricket Club                     |
| 1913    | Singapore Cricket Club                     |
| 1912    | Singapore Cricket Club                     |
| 1911    | Singapore Cricket Club                     |
| 1910    | 3rd Battalion Middlesex Regiment           |
| 1909    | 3rd Battalion Middlesex Regiment           |
| 1908    | 2nd Battalion West Kent Regiment           |
| 1907    | Singapore Cricket Club                     |
| 1906    | non disputato                              |
| 1905    | 1st Battalion Sherwood Foresters           |
| 1904    | 1st Battalion Manchester Regiment          |